# Takaoka Yuka
Takaoka Yuka (tiếng Nhật: 高岡由佳, đã Latinh hoá: Takaoka Yuka, sinh ngày 28 tháng 1 năm 1998) là một phụ nữ Nhật Bản được biết đến rộng rãi bởi việc đâm bạn trai của mình bằng một con dao bếp trong căn hộ ở Shinjuku, Tokyo, vào tháng 5 năm 2019. Cô đã bị kết tội cố ý giết người vào tháng 12 năm 2019 và bị tuyên án 3,5 năm tù.
Takaoka đã thu hút được lượng lớn người theo dõi trực tuyến do hoàn cảnh của vụ tấn công và ngoại hình của cô. Chính vì lẽ đó, cô được mô tả trên các phương tiện truyền thông như một "yandere ngoài đời thực", một thuật ngữ trong anime ám chỉ một cô gái đột ngột trở nên hung dữ, điên dại và có ý định giết chết người mình yêu.

## Bối cảnh
Thông tin về cuộc sống thuở nhỏ của Yuka Takaoka không đề cập cụ thể. Tuy nhiên, cô là con một và sau khi bỏ học đại học để theo đuổi sự nghiệp trong lĩnh vực bar và dịch vụ Nhật Bản. Từ đây, cô đã trở thành quản lý cho một câu lạc bộ tiếp viên nữ ở Shinjuku, Tokyo. Đến tháng 10 năm 2018, cô đã gặp được Phoenix Luna, một chàng trai làm việc ở quán bar Fusion By Youth, nằm trong phố đèn đỏ Kabukicho. Các báo cáo ban đầu cho rằng cặp đôi chuyển vào ở cùng nhau tại tầng năm của Plaire Deuzq East Shinjuku 2 vào ngày 20 tháng 5 năm 2019, nhưng Luna sau đó đã phản bác thông tin này.

## Vụ tấn công Phoenix Luna
Vào ngày 23 tháng 5 năm 2019, Takaoka đã xem điện thoại của Luna trong khi anh ở trong nhà tắm, và phát hiện ra những bức ảnh của Luna cùng với các phụ nữ khác tại club. Ngay đêm đó, Takaoka đã chờ cho đến khi Luna ngủ say, và sử dụng một con dao bếp đâm vào bụng của Luna. Luna ngay sau đó nhanh chóng đẩy Takaoka ra và cố gắng bỏ chạy.
Takaoka cho biết bản thân mình cảm thấy buồn bã, vừa muốn Luna chết vừa muốn tự tử. Từ hiện trường, cô đã đưa Luna bị thương đầy máu đến sảnh tòa nhà. Trong một bức ảnh được chụp, Takaoka đã ngồi trên sàn nhà của sảnh bên cạnh cơ thể khỏa thân, bất tỉnh của Luna và phớt lờ cảnh sát hiện trường. Cùng lúc đó chân cô dính đầy máu của Luna trong khi bản thân thì hút thuốc, gọi điện thoại và nói, "Tôi không muốn đi đâu cả, vì vậy tôi đã ngồi xuống cầu thang... Tôi không muốn gọi cấp cứu vì tôi có ý định tự tử sau khi nhìn anh ấy chết vì vết đâm". Takaoka khẳng định rằng, "Vì yêu anh ấy rất nhiều nên không thể kiểm soát được. Sau khi giết [anh ấy], tôi cũng muốn chết". Ngay sau đó, cô đã bị bắt giữ và bị buộc tội cố ý giết người. Luna được nhập viện trong tình trạng nguy kịch và ở trong tình trạng hôn mê trong năm ngày. Sau điều trị, anh đã sống sót và hồi phục hoàn toàn. Trong khi bị giam giữ trong một chiếc xe tuần tra, Takaoka đã nở một nụ cười được mô tả là "đầy ác ý" với một người không rõ danh tính.

## Hậu quả

### Sự chú ý của mạng xã hội
Sau vụ tấn công, Takaoka đã trở nên nổi tiếng trên mạng xã hội do ngoại hình được cho là hấp dẫn của cô trong mắt công chúng và sự tương đồng với hình tượng yandere, một thuật ngữ trong anime dùng để mô tả một cô gái tâm thần và thường có xu hướng giết người yêu do ám ảnh sau khi cảm thấy bị phản bội. Người dùng trên Instagram đã mô tả Takaoka là một "tội phạm quá xinh đẹp". Cộng đồng mạng đã thực hiện nhiều bức ảnh và video, cùng với các bản vẽ dành riêng cho cô, trong một cái nhìn được truyền thông mô tả là sự cuốn hút tối tăm với tội ác. Kenji Nakano của Tokyo Reporter và Marnie O'Neill của News.com.au đã viết rằng người hâm mộ của Takaoka là một ví dụ về hiện tượng trực tuyến rộng lớn và đáng lo ngại đối với những tên tội phạm hấp dẫn, gần giống với sự tôn thờ người nổi tiếng.

### Thủ tục pháp lý
Takaoka đã bị xét xử về tội cố ý giết người đối với Luna vào tháng 12 năm 2019. Vào ngày 3 tháng 12, cô đã bị tuyên án có tội và khóc nức nở khi bản án được công bố. Viện công tố đã yêu cầu án tù 5 năm dành cho cô. Tuy nhiên, đến ngày 5 tháng 12, cô bị tuyên án 3,5 năm tù giam, và thẩm phán gọi tội ác của Takaoka là "ích kỷ" và cho rằng cô có "mục đích giết người mạnh mẽ". Luna cho biết anh không giữ thù oán với Takaoka và nói rằng, "Nếu có thể, tôi muốn mọi người có thể sống một cuộc sống bình thường thay vì phải trả giá cho tội lỗi của họ". Trước khi phiên tòa diễn ra, Luna đã đạt được một thỏa thuận với Takaoka ngoài tòa và nhận số tiền bồi thường là 5 triệu yên.

### Thả tự do
Takaoka đã được trao trả tự do vào một ngày không xác định, và tính đến năm 2023, cô đã trở thành streamer game và đăng tải các bức ảnh cosplay.